# Mission Inn
Das Mission Inn, offiziell The Mission Inn Hotel & Spa, ist ein als National Historic Landmark eingetragenes Hotel in der Innenstadt von Riverside, Kalifornien. Es enthält Elemente verschiedener Stile, wird aber als das größte Gebäude der USA im Mission-Revival-Stil bezeichnet.
Bekannt ist das Mission Inn neben seiner ungewöhnlichen Architektur für seine vielen prominenten Gäste wie Albert Einstein, Henry Ford und insgesamt sechs US-Präsidenten.

## Geschichte

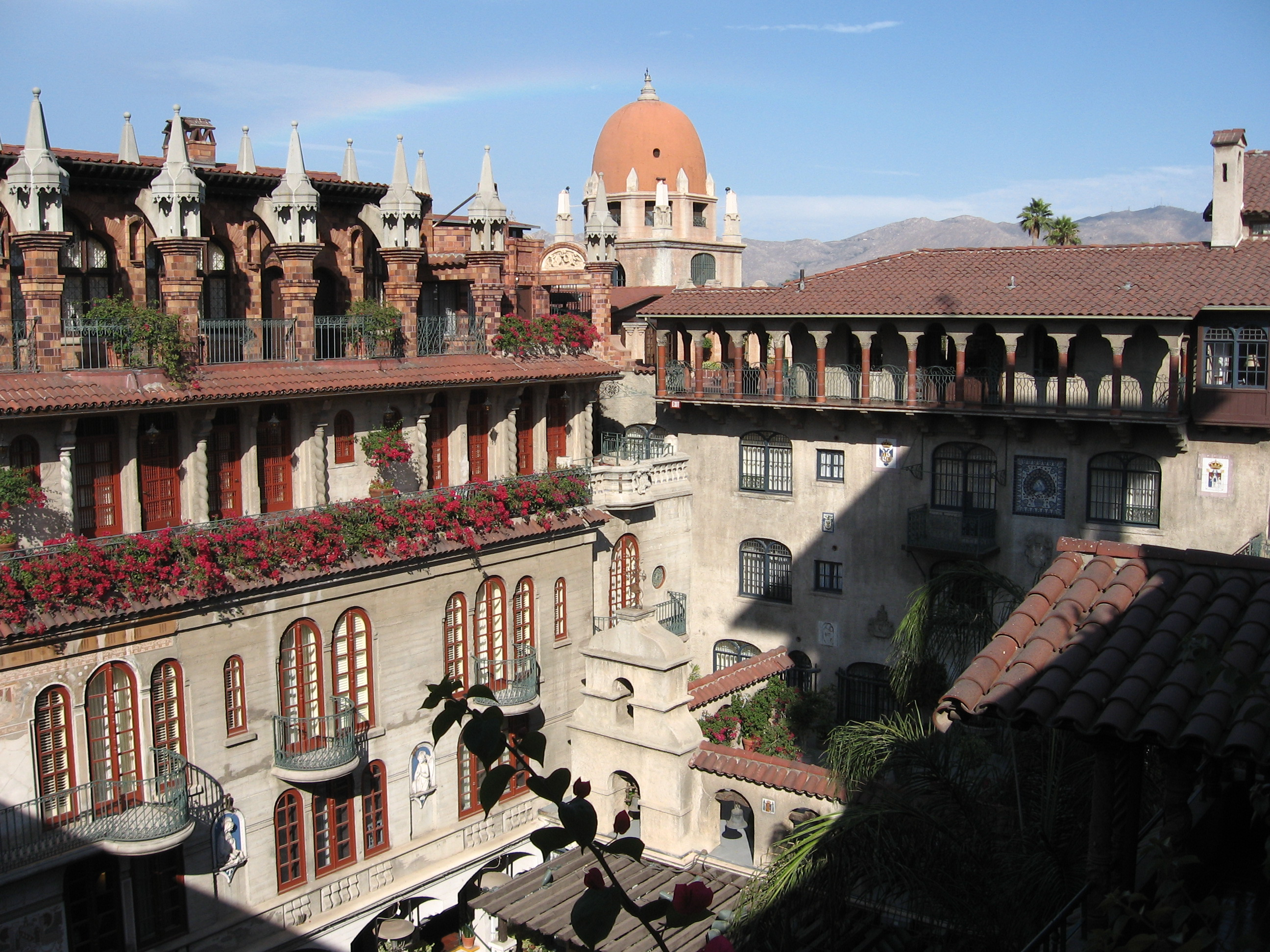
Spanischer Flügel

Ursprünglich wurde das Mission Inn von dem Bauingenieur Christopher Columbus Miller 1876 als kleines Landhotel namens Glenwood Hotel gegründet. 1902 ließ dessen Sohn Frank das Hotel ausbauen und in Mission Inn umbenennen.
Frank Millers Vision bestand darin, im Gebäude möglichst viele architektonische Stile zu vereinigen. So sind heute der Mission-Revival-Stil, Spanische Gotik, orientalisierende Architektur, Spanische Kolonialarchitektur, Neorenaissance und Mediterrane Revival-Architektur erkennbar. Das Ergebnis der Vermischungen dieser Stilrichtungen ist eine komplizierte Struktur, die mit dem Winchester House vergleichbar ist. Im Mission Inn gibt es enge Durchgänge, Arkaden, eine mittelalterliche Uhr, eine fünfgeschossige Rotunde, viele Terrassen und Fenster, Burgtürme, Minarette, einen Kreuzgang mit Katakomben, Strebebögen, Kuppeln und eine Fußgängerbrücke, um nur einige Elemente zu nennen.
Während der 30-jährigen Bauzeit bereiste Frank Miller die Welt und sammelte verschiedene Schätze, um sie im Hotel auszustellen. Die gezeigten Gegenstände haben heute einen geschätzten Wert von über 5 Mio. US-Dollar.
Die St. Francis Chapel ist Teil des Komplexes. Sie enthält vier große Kirchenfenster und zwei Mosaike von Louis Comfort Tiffany. Der dortige Rayas-Altar im mexikanischen Barock ist 7,6 m hoch und knapp 4,9 m breit. Er besteht aus Zedernholz und ist mit Blattgold überzogen. Für seinen Garden of Bells sammelte Frank Miller zudem über 800 Glocken, darunter auch eine von 1247, die als älteste datierte Glocke des Christentums bezeichnet wird.

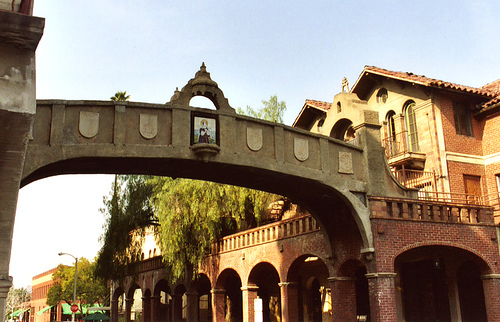
Brücke am Mission Inn

1932 wurde das Mission Inn fertiggestellt, mit ihm auch die St. Francis Chapel, und eine 250 Meter lange, als Famous Fliers' Wall bekannt gewordene Wand, an der im Laufe der Zeit 151 Piloten hinterlassen haben. Unter ihnen ist auch der erfolgreichste Jagdflieger der USA im Ersten Weltkrieg, Edward Vernon Rickenbacker.
Frank Miller verstarb 1935 und das Mission Inn wurde von seiner Tochter Allis Hutchings und deren Ehemann DeWitt Hutchings weitergeführt, die wiederum 1952 beziehungsweise 1953 starben. Daraufhin wechselte das Mission Inn oft den Besitzer, einiger der älteren Räume wurden in Apartments umgewandelt.
Später wurde das Hotel von der Carley Capital Group übernommen und war ab 1985 wegen Renovierungsarbeiten in Kostenhöhe von 55 Mio. US-Dollar geschlossen. Da jedoch unerwartete Probleme auftraten, stiegen die Kosten, sodass das Unternehmen einen Kredit bei einer New Yorker Bank aufnehmen musste. Nur Wochen vor seiner geplanten Wiedereröffnung unter dem Namen Omni Mission Inn mussten die Bauarbeiten aufgrund der finanziellen Situation der Firma gestoppt werden. Im Dezember 1992 wurde das Mission Inn schließlich an Duane R. Roberts, einen Riversider Geschäftsmann und Liebhaber des Hotels, verkauft. Dieser ließ die Renovierungsarbeiten beenden und öffnete das Mission Inn wenig später wieder für die Öffentlichkeit.

## Architekten
Wegen der vielen vermischten Stile beauftragte Frank Miller verschiedene Architekten für sein Hotel. So entwarf Arthur B. Benton das Originalgebäude, Myron Hunt den Spanischen Flügel an der Rückseite des Haupttraktes. G. Stanley Wilson wurde später unter anderem mit dem Bau der St. Francis Chapel betraut.

## Berühmte Gäste

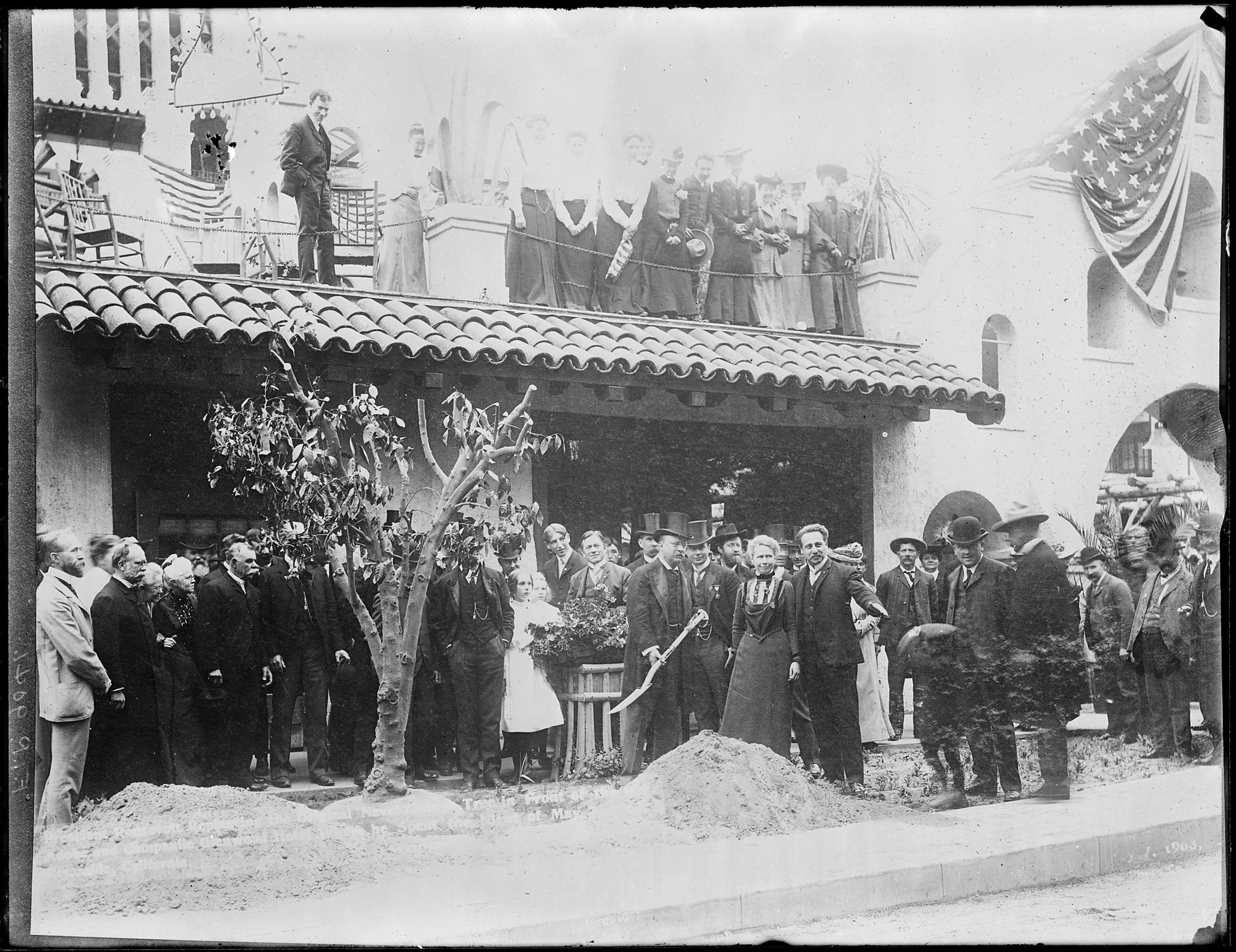
Theodore Roosevelt pflanzt einen Orangenbaum in Riverside

In seiner langen Geschichte hat sich das Mission Inn zum Zentrum Riversides entwickelt und zahlreiche Prominente beherbergt, darunter auch insgesamt zehn US-Präsidenten: Richard Nixon heiratete am 21. Juni 1940 seine Frau Pat in einer der beiden Hochzeitskapellen des Mission Inn, Nancy und Ronald Reagan verbrachten hier ihre Flitterwochen. Daneben besuchten noch Benjamin Harrison, William McKinley, Theodore Roosevelt, William Howard Taft, für den im Hotel wegen seiner Korpulentheit ein eigener Stuhl bereitstand, Herbert Hoover, John F. Kennedy, Gerald Ford und George W. Bush das Mission Inn.
Andere gesellschaftliche Persönlichkeiten, die einmal Gast waren, sind Susan B. Anthony, Henry Ford, Andrew Carnegie, John D. Rockefeller, Albert Einstein, Joseph Pulitzer, William Randolph Hearst, Booker T. Washington, Helen Keller und John Muir.
Daneben haben eine ganze Reihe Entertainer das Mission Inn besucht. Lillian Russell, Sarah Bernhardt und Harry Houdini haben das Hotel bereits in seiner Frühphase genutzt, später auch Prominente wie Ethel Barrymore, Charles Boyer, Eddie Cantor, Mary Pickford, Ginger Rogers, Bette Davis, die hier 1945 heiratete, W. C. Fields, Clark Gable, Cary Grant, Spencer Tracy, Fess Parker, James Brolin, Barbra Streisand, Raquel Welch, Drew Barrymore, Jack Benny, Bob Hope, Glen Campbell, Merle Haggard und die Tears for Fears.
Während seiner Amtszeit als Gouverneur von Kalifornien machte Arnold Schwarzenegger zudem im Mission Inn Urlaub. Auch die Doku-Soap The Osbournes war hier zu Gast.

## Kultur
In Anne Rice’ Buch Angel Time von 2009 wird das Mission Inn als Zuflucht des Protagonisten Toby O’Dare genutzt.
Das einzigartige Ambiente des Hotels haben es zur Kulisse bekannter Filme gemacht, darunter Blutige Spur (1969), Vibes – Die übersinnliche Jagd nach der glühenden Pyramide (1988) und Der Mann in der eisernen Maske (1998). Die Sliders – Das Tor in eine fremde Dimension-Episoden 16 und 17 (Exodus, Teil 1 und 2) aus Staffel 3 wurden in großen Teilen auch hier gedreht.
Eddie Money filmte im Mission Inn das Musikvideo zu Think I'm In Love.

## Heute
Das Hotel belegt einen ganzen Straßenblock und umfasst vier Restaurants, ein Day Spa und 239 Gästezimmer, davon 9 Räume, die als Präsidentensuiten genutzt werden. Im Mai 1977 erhielt das Mission Inn den Status einer National Historic Landmark zuerkannt. Außerdem ist es als California Historical Landmark und Riverside City Landmark #1 gelistet. Seine Ästhetik macht das Gebäude als Gegenstand für Künstler sehr beliebt.
Schon bei mehreren Gelegenheiten hat das Mission Inn als öffentlicher Ort für politischen Protest gedient, unter anderem bei Besuchen des damaligen US-Vizepräsidenten Dick Cheney und dem ehemaligen Gouverneur von Kalifornien, Arnold Schwarzenegger.

### Mission Inn Museum
Das Mission Inn Museum fördert die kulturellen Schätze des Hotels. Besucher können an geführten Touren teilnehmen, die die Architektur des Mission Inn, die Glasfenster, Möbel, Kunst, Textilien und andere Elemente näher beleuchten. Dauerhafte Ausstellungen erklären die Geschichte des Hotels und seiner Gründer. Daneben gibt es auch wechselnde Ausstellungen und Bildungsprogramme.

## Festival of Lights

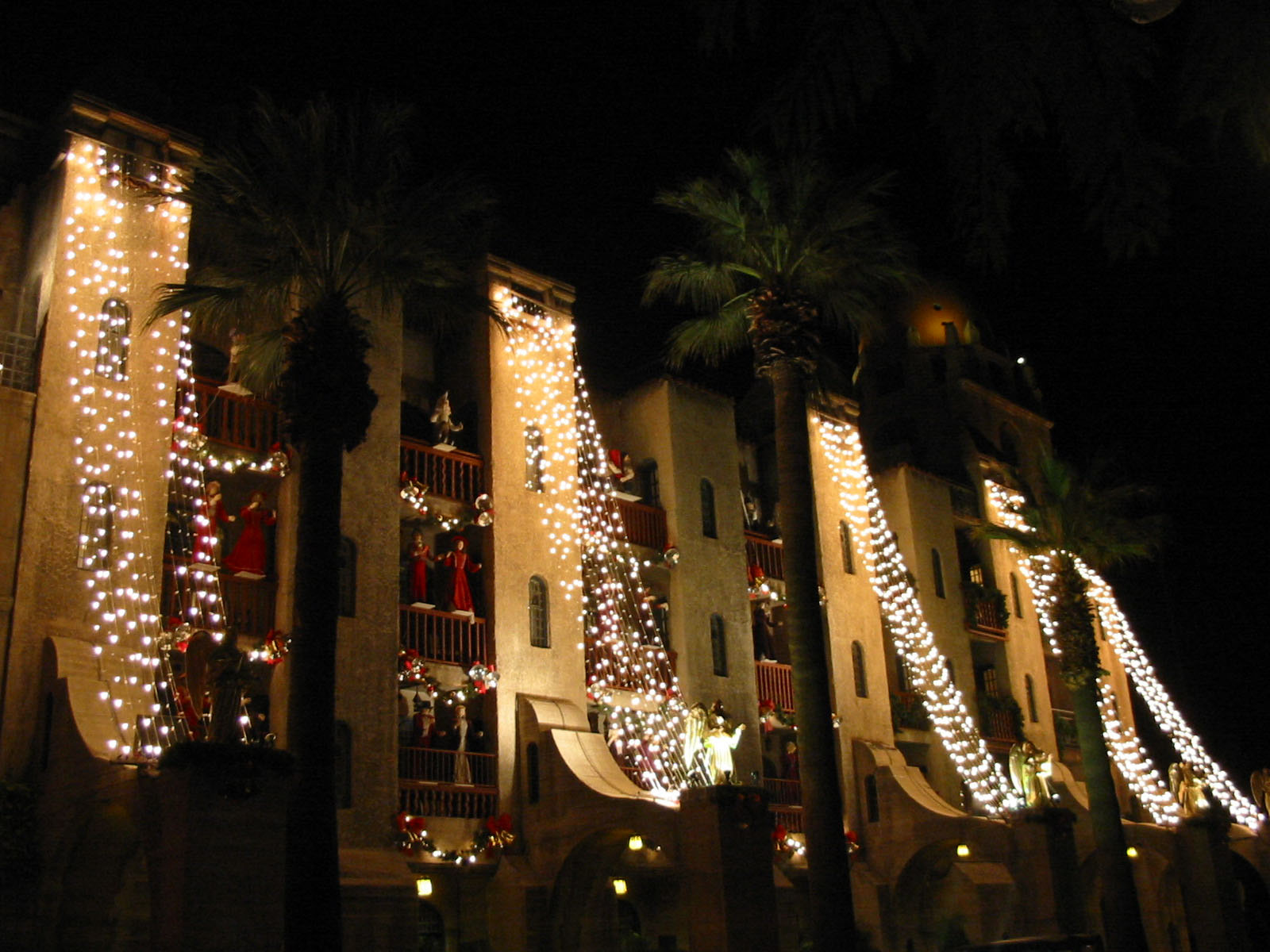
Festival of Lights

Das Festival of Lights ist bekannt für seine fast drei Millionen Weihnachtslichter und über 400 animierte Figuren. Das Festival wird am Tag nach Thanksgiving ausgetragen, obwohl dies nicht in die Ferienzeit fällt. Vertreter der Stadt und Duane R. Roberts, der Besitzer des Mission Inn, halten Reden, bevor ein Feuerwerk stattfindet. Zu diesem besonderen Event kommen jährlich fast 65.000 Menschen. Teil des Festes sind auch musizierende Engel, Sternsinger auf den Balkonen und ein Weihnachtsmann, der den Schornstein heraufklettert.